# الکس اتل
الکس اتل (انگلیسی: Alex Etel؛ زادهٔ ۱۹ سپتامبر ۱۹۹۴) یک هنرپیشه اهل بریتانیا است.
از فیلم‌ها یا برنامه‌های تلویزیونی که وی در آن نقش داشته است می‌توان به میلیون‌ها اشاره کرد.